# Spagna ai Giochi della XXV Olimpiade
La Spagna partecipò ai Giochi della XXV Olimpiade, svoltisi a Barcellona, Spagna, dal 25 luglio al 9 agosto 1992, con una delegazione di 422 atleti impegnati in ventinove discipline.

## Medaglie
| Medaglia | Atleta | Sport             | Evento                    |
| -------- | --- | ----------------- | ------------------------- |
| Oro      | José Manuel Moreno | Ciclismo          | Chilometro a cronometro   |
| Oro      | Martin López-Zubero | Nuoto             | 200 m dorso maschili      |
| Oro      | Daniel Plaza | Atletica leggera  | Marcia 20 km maschile     |
| Oro      | Fermín Cacho | Atletica leggera  | 1500 m maschili           |
| Oro      | Miriam Blasco | Judo              | 56 kg femminile           |
| Oro      | Almudena Muñoz | Judo              | 52 kg femminile           |
| Oro      | Luís Doreste Domingo Manrique | Vela              | Flying Dutchman           |
| Oro      | José María van der Ploeg | Vela              | Finn maschile             |
| Oro      | Jordi Calafat Kiko Sánchez | Vela              | 470 maschile              |
| Oro      | Theresa Zabell Patricia Guerra | Vela              | 470 femminile             |
| Oro      | Antonio Vázquez Alfonso Menéndez Juan Holgado | Tiro con l'arco   | Gara a squadre maschile   |
| Oro      | Anna Maiques Celia Correa Elisabeth Maragall María Ángeles Rodríguez María Carmen Barea Marívi González Maider Tellería María Isabel Martínez Mercedes Coghen Nagore Gabellanes Natalia Dorado Nuria Olivé Silvia Manrique Sonia Barrio Teresa Motos Virginia Ramírez | Hockey su prato   | Torneo femminile          |
| Oro      | Abelardo Alfonso José Emilio Amavisca Rafael Berges Santiago Cañizares Albert Ferrer Josep Guardiola Kiko Mikel Lasa Juan Manuel López Luis Enrique Javier Manjarín Miguel Paqui Antonio Pinilla Francisco Soler Roberto Solozábal Toni Gabriel Vidal David Villabona | Calcio            | Torneo maschile           |
| Argento  | Antonio Peñalver | Atletica leggera  | Decathlon                 |
| Argento  | Natalia Vía Dufresne | Vela              | Europa femminile          |
| Argento  | Jordi Arrese | Tennis            | Singolare maschile        |
| Argento  | Arantxa Sánchez Vicario Conchita Martínez | Tennis            | Doppio femminile          |
| Argento  | Carolina Pascual | Ginnastic ritmica | Concorso individuale      |
| Argento  | Faustino Reyes | Pugilato          | Pesi piuma                |
| Argento  | Spagna | Pallanuoto        | Torneo maschile           |
| Bronzo   | Javier García Chico | Atletica leggera  | Salto con l'asta maschile |
| Bronzo   | Arantxa Sánchez Vicario | Tennis            | Singolare femminile       |

### Medagliere per discipline
| Sport            | Oro | Argento | Bronzo | Totale |
| ---------------- | --- | ------- | ------ | ------ |
| Vela             | 4   | 1       | 0      | 5      |
| Atletica leggera | 2   | 1       | 1      | 4      |
| Judo             | 2   | 0       | 0      | 0      |
| Tiro con l'arco  | 1   | 0       | 0      | 1      |
| Ciclismo         | 1   | 0       | 0      | 1      |
| Hockey su prato  | 1   | 0       | 0      | 1      |
| Calcio           | 1   | 0       | 0      | 1      |
| Nuoto            | 1   | 0       | 0      | 1      |
| Tennis           | 0   | 2       | 1      | 3      |
| Pugilato         | 0   | 1       | 0      | 1      |
| Ginnastica       | 0   | 1       | 0      | 1      |
| Pallanuoto       | 0   | 1       | 0      | 1      |
| Totale           | 13  | 7       | 2      | 22     |

## Risultati

### Pallanuoto
| Atleta | Classifica |                   |
| --- | --- | ----------------- |
| V · D · M Nazionale maschile spagnola di pallanuoto · Giochi olimpici - Barcellona 1992 1 Rollán · 2 Pedrerol · 3 González · 4 Michavila · 5 Estiarte · 6 Ballart · 7 Picó · 8 Alarcón · 9 Sans · 10 Gómez · 11 Oca · 12 Silvestre · 13 García · CT : Dragan Matutinović | Argento |                   |
| Nazionale maschile spagnola di pallanuoto · Giochi olimpici - Barcellona 1992 | |                   |
| 1 Rollán · 2 Pedrerol · 3 González · 4 Michavila · 5 Estiarte · 6 Ballart · 7 Picó · 8 Alarcón · 9 Sans · 10 Gómez · 11 Oca · 12 Silvestre · 13 García · CT: Dragan Matutinović                                                                                          | 1 Rollán · 2 Pedrerol · 3 González · 4 Michavila · 5 Estiarte · 6 Ballart · 7 Picó · 8 Alarcón · 9 Sans · 10 Gómez · 11 Oca · 12 Silvestre · 13 García · CT: Dragan Matutinović | Spagna (bandiera) |